# Dickschnabel-Grautangare
Die  Dickschnabel-Grautangare (Piezorina cinerea), auch Grauämmerling genannt, ist ein Singvogel in der Familie der Tangaren (Thraupidae). Diese monotypische Art ist im südamerikanischen Land Peru endemisch. Der Bestand wird von der IUCN als nicht gefährdet (Least Concern) eingestuft. Sie ist die einzige Art der Gattung Piezorina.

## Merkmale
Die Dickschnabel-Grautangare erreicht eine Körperlänge von etwa 16,5 Zentimeter. Die Oberseite ist mittelgrau, während die Unterseite blassgrau ist. An der Basis des dicken gelben Schnabels findet sich eine schwarze Färbung. Die Beine sind hellgelb.
Die Jungvögel sind in der Färbung graubrauner und haben im Gegensatz zu ausgewachsenen Vögeln einen blassrosa Schnabel.

## Verhalten
Man sieht den Dickschnabel-Grautangare alleine oder in Paaren. Meist sind sie aber alleine unterwegs. Sie halten sich hauptsächlich am Boden und bodennahen Straten auf. Wenn sie singen oder gestört werden, ziehen sie sich auf Äste in Gebüschen zurück. Ihr Gesang wird als abgehackte Serie mit kurzen, kräftigen und piepsigen Lauten beschrieben. Der Gesang kling wie ein lautes Teep bzw. Tee-too und gelegentlich wie ein trockenes Tik-tik-tik.

## Verbreitung und Lebensraum
Sie kommen ausschließlich im Wüstenbuschland im Nordwesten von Peru in Höhen unter 200 Metern vor. Das Gebiet ist gekennzeichnet durch flache Sanddünen mit gelegentlichen Büschen. Das Verbreitungsgebiet zieht sich vom Süden der Region Tumbes bis in die Region La Libertad.

## Brut
Ihre Nester bauen sie aus den Stielen eines gelblichen tabakähnliches Unkrauts. Spinnweben helfen dabei, diese Stiele zusammenzuhalten und sie an den Ästen festzumachen. Der Kokon und die gelben Stiele werden an die Außenhülle des Nests angebracht. Dieselben gelben Fasern der Stiele kleiden den inneren Nestkelch aus. Die Nester sind zwischen 9 und 9,5 Zentimeter breit bei einer Höhe von 7 Zentimeter, während der Innendurchmesser ca. 6,4 bis 7 Zentimeter bei einer Tiefe von 3,5 bis 4 Zentimeter misst.
Ihre Nester findet man u. a. in 2 bis 4, 5 Metern Höhe in Bichayos (Capparis ovalifolia), Sapotes (Capparis angulata), Cordia rotundifolia und Faiques (Acacia macracantha), in welche sie zwei bis drei Eier legen.
Die Dickschnabel-Grautangaren dienen dem Seidenkuhstärling (Molothrus bonariensis), einem Brutparasitisen, oft als Wirt für ihre Eier.

## Etymologie und Forschungsgeschichte
Lafresnaye beschrieb den Vogel erstmals unter dem Namen Guiraca cinerea, allerdings schlug er in seiner Erstbeschreibung vor, dass aufgrund der Form des Schnabels eine neue Gattung Piezorina (»bec comprimé«) sinnvoll sei. Später wurde die Dickschnabel-Grautangaren dann auch dieser Gattung zugeschlagen.
Das Wort »Piezorina« setzt sich aus dem griechischen Wort »piezō πιεζω« für »(zusammen-)drücken« und dem lateinischen Wort »rhis, rhinos« für »Nase, Schnabel« zusammen. Aufgrund der lateinischen Herkunft dieses Namens ist der Gattungsname zuweilen auch in der Schreibweise Piezorhina zu lesen. Diese Schreibweise ist allerdings aus taxonomischer Sicht ungültig.
»Cinerea« stammt vom lateinischen Wort »cinereus« ab und bedeutet so viel wie »aschgrau«.